# Slipknot (album)
Slipknot este albumul de debut al trupei americane de nu metal Slipknot. A fost lansat pe data de 29 iunie 1999 de Roadrunner Records, urmând un demo care conținea câteva cântece care au fost lansate in 1998. Mai târziu, a fost reeditată în decembrie 1999, cu o listă și o manevrabilitate ușor alterată. A fost prima lansare a trupei, produsă de Ross Robinson, care a căutat să perfecționeze sunetul lui Slipknot, în loc să modifice direcția muzicală a grupului.
Albumul cuprinde mai multe genuri, dar este în general remarcat pentru percuția extinsă și sunetul greu în general. A fost bine primit de către fani și critici deopotrivă și a fost responsabil pentru aducerea Slipknot-ului o creștere mare a popularității. Albumul a atins apogeul pe locul 51 în Billboard 200 și a ajuns să fie certificat dublu platină în Statele Unite, devenind cel mai bine vândut album al trupei. În 2011, a fost votat cel mai bun album de debut din ultimii 25 de ani de către cititorii revistei Metal Hammer.

## Teme muzicale și lirice
Stilul muzical al lui Slipknot este contestat constant; genurile în care sunt clasificate trupa variază în funcție de sursă. Cu toate acestea, acest album este considerat ca fiind nu metal, prezentând în același timp influențe ale altor genuri. Joey Jordison a declarat: „Rădăcinile sunt death metal, thrash, speed metal și aș putea continua și mai departe despre toate acele trupe.” Albumul arată, de asemenea, influențe din metal alternativ și chiar rap metal. Criticii au remarcat, de asemenea, o influență industrială.

## Lista melodiilor
| Nr.             | Titlu                       | Note            | Lungime |  |
| 1.              | „742617000027”              |                 | 0:36    |  |
| 2.              | „(sic)”                     |                 | 3:19    |  |
| 3.              | „Eyeless”                   |                 | 3:56    |  |
| 4.              | „Wait and Bleed”            |                 | 2:27    |  |
| 5.              | „Surfacing”                 |                 | 3:38    |  |
| 6.              | „Spit It Out”               |                 | 2:39    |  |
| 7.              | „Tattered & Torn”           |                 | 2:54    |  |
| 8.              | „Frail Limb Nursery” (time) |                 | 0:45    |  |
| 9.              | „Purity” (time)             |                 | 4:14    |  |
| 10.             | „Liberate”                  |                 | 3:06    |  |
| 11.             | „Prosthetics”               |                 | 4:58    |  |
| 12.             | „No Life”                   |                 | 2:47    |  |
| 13.             | „Diluted”                   |                 | 3:23    |  |
| 14.             | „Only One”                  |                 | 2:26    |  |
| 15.             | „Scissors”                  |                 | 19:15   |  |
| Lungime totală: | Lungime totală:             | Lungime totală: | 60:26   |  |